# Adam Konopnicki
Adam Romuald Konopnicki herbu Jastrzębiec (ur. 9 grudnia 1876 w Biadolinach, zm. 15 sierpnia 1955 w Miliczu) – polski nauczyciel, pedagog, poeta, tłumacz.

## Życiorys
Urodził się 9 grudnia 1876 w Biadolinach. Był synem Jana i Marii. Legitymował się herbem szlacheckim Jastrzębiec. W 1896 zdał z odznaczeniem egzamin dojrzałości w C. K. Gimnazjum w Bochni. Ukończył studia na Wydziale Filozoficznym Uniwersytetu Jagiellońskiego.
Został nauczycielem w c. k. służbie szkolnej w Galicji. Latem 1901 przed komisją w Krakowie zdał państwowy egzamin z gimnastyki dla nauczycieli szkół średnich. Na początku 1905 mianowany zastępcą nauczyciela w C. K. Gimnazjum w Buczaczu. Rozporządzeniem C. K. Rady Szkolnej Krajowej z 31 lipca 1905 l. 27177 jako zastępca nauczyciela został przeniesiony z C. K. Gimnazjum w Buczaczu do C. K. Gimnazjum Polskiego z wykładowym językiem polskim w Stanisławowie. Tam uczył historii naturalnej. Reskryptem z 25 września 1906 C. K. Rady Szkolnej Krajowej został przeniesiony z C. K. Gimnazjum Polskiego w Stanisławowie do C. K. Gimnazjum w Przemyślu. Był tam nauczycielem języka polskiego, języka niemieckiego, historii naturalnej. Rozporządzeniem z 24 sierpnia 1908 C. K. Rady Szkolnej Krajowej jako egzaminowany zastępca nauczyciela został przeniesiony z C. K. Gimnazjum w Przemyślu do C. K. Gimnazjum w Jaśle. Tam uczył języka polskiego, historii naturalnej, gimnastyki, a rozporządzeniem z 31 października 1908 został urlopowany na czas jednego półrocza. Reskryptem z 30 czerwca 1910 C. K. Rady Szkolnej Krajowej jako zastępca nauczyciela C. K. Gimnazjum w Jaśle został mianowany nauczycielem rzeczywistym w C. K. Gimnazjum w Sanoku i podjął tam pracę od początku roku szkolnego 1910/1911. W tej szkole uczył matematyki, historii naturalnej, gimnastyki, a ponadto był organizatorem wycieczek szkolnych, założył uczniowski klub piłki nożnej „Sanok”. Po wybuchu I wojny światowej jako c. k. profesor w roku szkolnym 1915/1916 odbywał służbę wojskową w C. K. Armii. Po powrocie do pracy w sanockim gimnazjum rozporządzeniem z 6 marca 1917 C. K. Rady Szkolnej Krajowej został zatwierdzony w zawodzie nauczycielskim i mianowany c. k. profesorem. W pierwszym półroczu roku szkolnego 1918/1919 otrzymał urlop celem poratowania zdrowia, a w drugim półroczu zniżenie godzin lekcyjnych. Był członkiem zarządu sanockiego koła Towarzystwa Nauczycieli Szkół Wyższych. Był członkiem sanockiego gniazda Polskiego Towarzystwa Gimnastycznego „Sokół” (1912). Na początku września 1919 decyzją Ministra Wyznań Religijnych i Oświecenia otrzymał VIII klasę rangi w zawodzie. Rozporządzeniem z 13 września 1919 Rady Szkolnej Krajowej został zwolniony z pracy w sanockim gimnazjum celem objęcia obowiązków nauczycielskich w Wielkopolsce. Rozporządzeniem Prowincjonalnego Kolegium Szkolnego z 16 września 1919 został mianowany nauczycielem w Państwowym Gimnazjum im. Generała Józefa Wybickiego w Śremie od 1 września 1919. Tym samym tuż po odzyskaniu przez Polskę niepodległości znalazł się w grupie kilku sprawdzonych profesorów sanockiego gimnazjum, których skierowano do pracy w polskich szkołach na obszarze byłego zaboru pruskiego. W pierwszych latach 20. II Rzeczypospolitej uczył w śremskiej szkole przyrody, fizyki, matematyki, geografii, chemii, mineralogii. Rozporządzeniem Ministra Wyznań Religijnych i Oświecenia Publicznego został zwolniony stamtąd celem objęcia obowiązków nauczycielskich na Górnym Śląsku od 1 września 1923. W latach 20. był nauczycielem Państwowego Gimnazjum Męskiego im. Tadeusza Kościuszki w Mysłowicach (przy ul. Mikołowskiej 5), gdzie uczył przyrodoznawstwa, matematyki i fizyki. W 1933 powrócił do Sanoka. Po II wojnie światowej był nauczycielem w Liceum w Miliczu (późniejsze I Liceum Ogólnokształcące im. Armii Krajowej).
Poza pracą nauczycielską publikował prace z zakresu pedagogiki. Tworzył poezję (publikowane m.in. w „Tygodniku Ziemi Sanockiej”). Dwoje jego dzieci, Adam i Halina, zmarło i te straty stały się inspiracją do wydania wierszy w tomiku pt. Epitafium. Był także autorem przekładów twórczości niemieckiego poety Heinricha Heinego.
W Stanisławowie ożenił się z Marią Ludkiewicz. Miał z nią córki: Marię, Lidię, Ewę, Krystynę (ur. 1913), Halinę, Zofię, Barbarę (po mężu Michiejewa) oraz synów: Adama, Hieronima Adama Michała (1915-1990, absolwent sanockiego gimnazjum z 1938), Tadeusza (ur. 1916, absolwent sanockiego gimnazjum z 1939). Podczas II wojny światowej w trakcie okupacji niemieckiej Adam Konopnicki z synem Tadeuszem zostali aresztowani przez Gestapo i 30 marca 1940 osadzeni w więzieniu w Sanoku (Adam opuścił areszt w dniu 14 sierpnia 1940 natomiast Tadeusz w dniu 9 sierpnia został wywieziony do Tarnowa, po czym 30 sierpnia 1940 został osadzony w obozie Auschwitz-Birkenau, gdzie zmarł 19 sierpnia 1942 wskutek tyfusu).
Adam Konopnicki zmarł 15 sierpnia 1955 w Miliczu i został pochowany na tamtejszym cmentarzu.
Osobę prof. Adama Konopnickiego przywołał w swoich wspomnieniach z czasów gimnazjalnych Walerian Bętkowski.

## Publikacje
| Poezje - Romantyki (1905) - Epitafium (1925) |  | Pedagogika - Nauka biologii w zarysie (1911) - Swobodna twórczość literacka dzieci w młodszym wieku szkolnym - Rola pedagoga szkolnego w rzeczywistości edukacyjnej |  | Przekłady twórczości Heinricha Heinego - Niemcy - Wybór liryków |

## Odznaczenia
austro-węgierskie
- Brązowy Medal Jubileuszowy Pamiątkowy dla Sił Zbrojnych i Żandarmerii (przed 1918)[26].
- Medal Jubileuszowy Pamiątkowy dla Cywilnych Funkcjonariuszów Państwowych (przed 1914)[64][26].
- Krzyż Jubileuszowy dla Cywilnych Funkcjonariuszów Państwowych (przed 1914)[64][26].